# Жаушикум
Жаушикум (каз. Жаушықұм, до 06.01.1994 г. — Юбилейное) — село в Шардаринском районе Туркестанской области Казахстана. Административный центр Жаушикумского сельского округа. Код КАТО — 516437100.

## Население
В 1999 году население села составляло 1417 человек (755 мужчин и 662 женщины). По данным переписи 2009 года, в селе проживало 1486 человек (778 мужчин и 708 женщин).